# Monte Colombo
Monte Colombo är en ort och frazione i kommunen Montescudo-Monte Colombo i provinsen Rimini i regionen Emilia-Romagna i Italien. 
Monte Colombo upphörde som kommun den 1 januari 2019 och bildade med den tidigare kommunen Montescudo den nya kommunen Montescudo-Monte Colombo. Den tidigare kommunen hade 3 457 invånare (2015).